# 鲁斯科尼-克莱里奇别墅

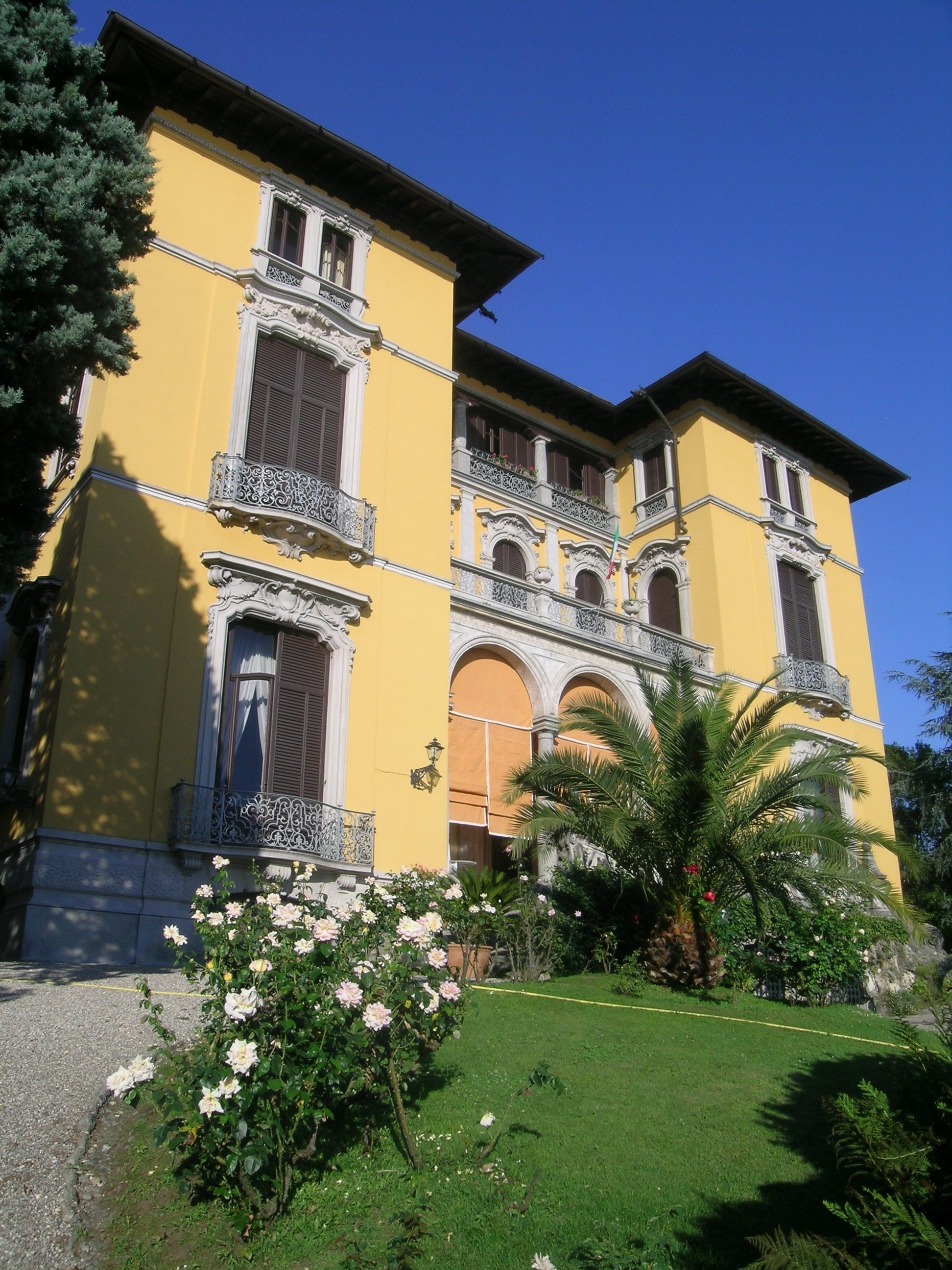

鲁斯科尼-克莱里奇别墅（Villa Rusconi-Clerici）是意大利韦尔巴尼亚的一座历史住宅，临马焦雷湖。
该别墅原为匈牙利军人伊斯特万（István Türr）所建。在十九世纪由新的所有者比菲家族完全改建，新巴洛克式及折衷主义风格，改建者为米兰建筑师Giovanni Giachi。
50年后，比菲家族将别墅出售给鲁斯科尼-克莱里奇伯爵。

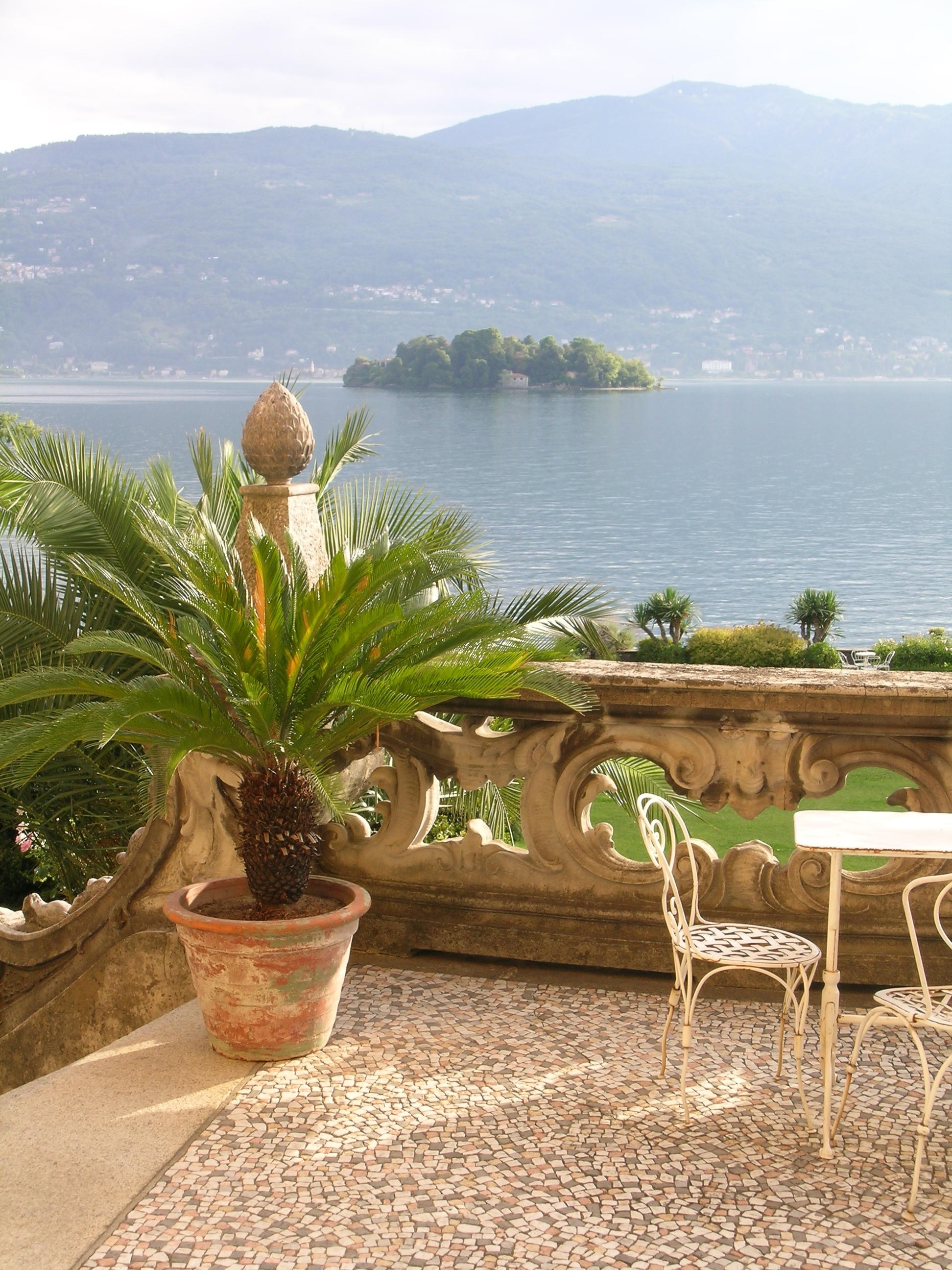
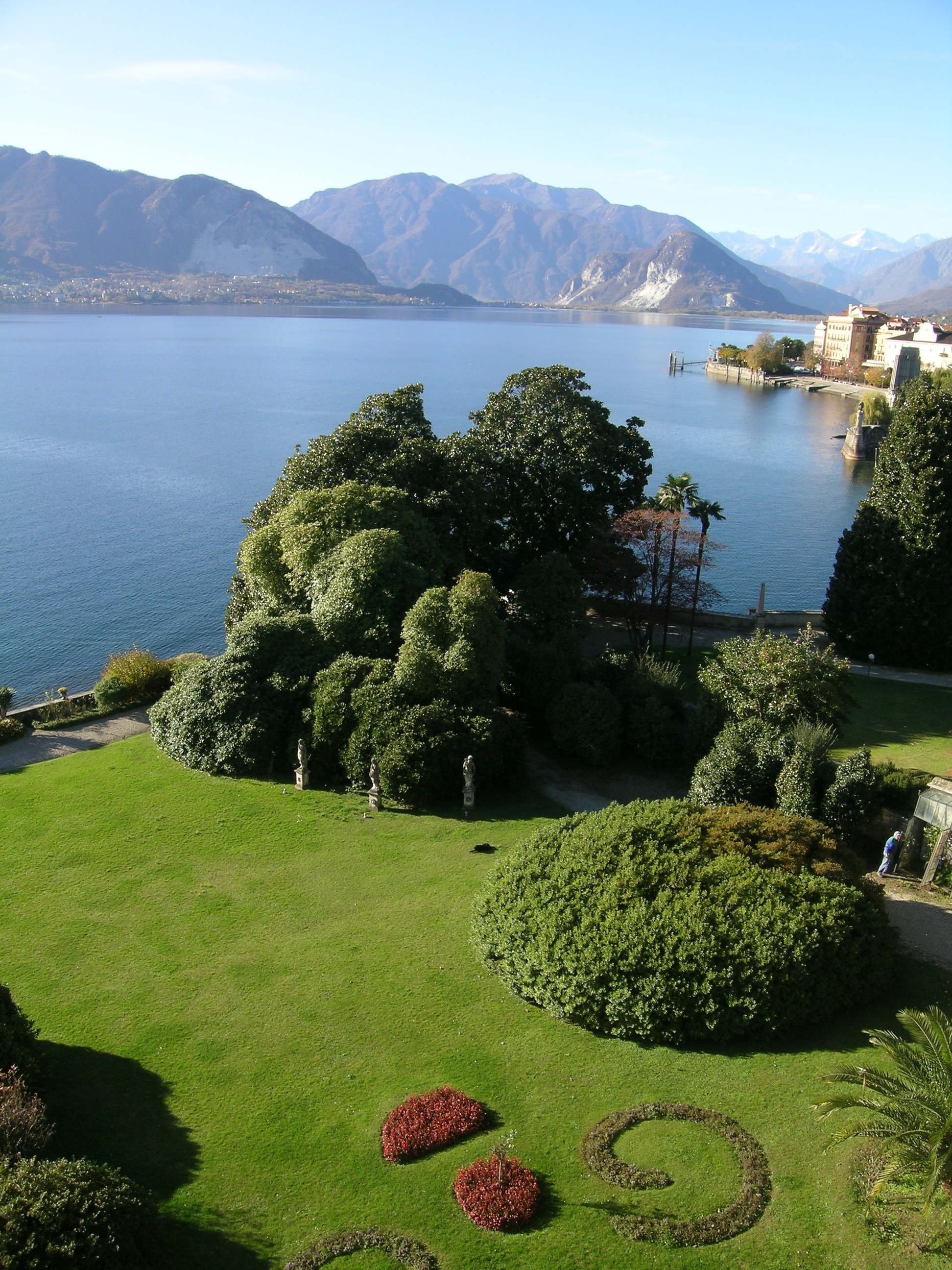
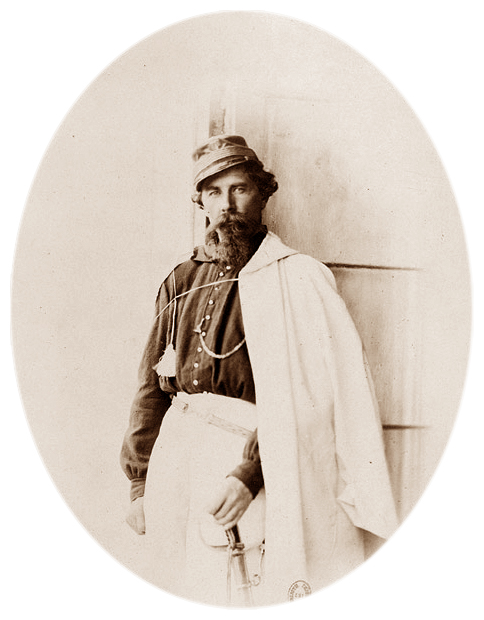